# Проклятие. Призраки дома Борли
«Проклятие. Призраки дома Борли» (англ. The Banishing) — основанный на реальных событиях британский мистический фильм ужасов, премьера которого состоялась 12 октября 2020 года в рамках Международного кинофестиваля в Ситжесе (Каталония, Испания). Режиссёром картины выступил Кристофер Смит. В широкий прокат фильм вышел 29 апреля 2021 года.

## Сюжет
30-е годы XX века, Англия. Молодой священник вместе с женой и дочерью переезжает к новому месту службы. Церковь поручает ему возродить веру жителей небольшого городка, которая поколебалась после череды таинственных и страшных смертей, произошедших с домочадцами предыдущего преподобного. Чтобы раскрыть жуткую тайну, начинающую угрожать и им самим, членам семьи священника приходится объединить усилия с известным оккультистом и исследователем паранормальных явлений по имени Гарри Прайс..

## В главных ролях
- Джессика Браун-Финдли — Марианна
- Шон Харрис — Гарри Прайс
- Джон Линч — Малахий

## Производство
В своей работе авторы описывали события, произошедшие в небольшом британском городке Борли, графства Эссекс. Им же известный британский охотник на призраков Гарри Прайс посвятил свои книги: «Самый населенный приведениями дом в Англии: десять лет исследований» (1940 год) и «Конец прихода Борли» (1946 год).

## Маркетинг
Первый фрагмент фильма был опубликован в сети 6 июля 2020 года . 8 октября 2020 года был представлен первый полный трейлер к фильму.